# Lázaro Cárdenas
Lázaro Cárdenas del Río (Jiquilpan, Michoacán; 21 de mayo de 1895-Ciudad de México, 19 de octubre de 1970) fue un militar y político mexicano que se desempeñó como presidente de México del 1 de diciembre de 1934 al 30 de noviembre de 1940.
Durante su gobierno, se distinguió por impulsar la reforma agraria y la creación de los «ejidos» en el sector agropecuario mexicano, por nacionalizar la industria petrolera, y por otorgar asilo político a exiliados españoles durante y después de la guerra civil española.
En el ámbito partidista, consolidó las bases del funcionamiento del Partido Nacional Revolucionario y su proceso evolutivo, con la incorporación de las grandes centrales obreras, hacia el Partido de la Revolución Mexicana, antecedentes del Partido Revolucionario Institucional (PRI). En el plano educativo, creó el Instituto Politécnico Nacional (IPN) y El Colegio de México (Colmex).

## Biografía

### Primeros años

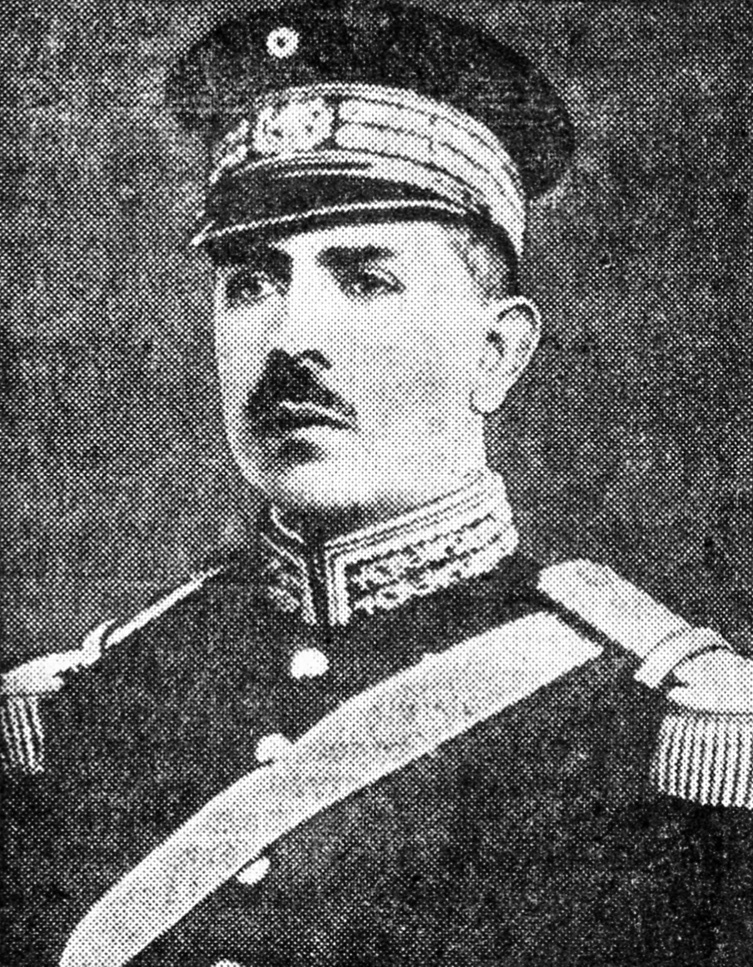
El general Lázaro Cárdenas c. 1935.

Lázaro Cárdenas del Río nació el 21 de mayo de 1895 en Jiquilpan de Juárez, Michoacán. El hijo de Dámaso Cárdenas Pinedo y de Felícitas del Río Amezcua, fue el tercer hijo del matrimonio y, como primer varón mayor fue el responsable de la familia. Tuvo tres hermanas (Angelina, Josefina y Margarita) y cuatro hermanos (Dámaso, Alberto, Francisco y José Raymundo).

### Revolución mexicana
En 1913 se incorporó a las fuerzas revolucionarias de  Martín Castrejón, y alcanzó el grado de general a los veinticinco años.

### Primeros cargos públicos
De 1928 a 1932 fue gobernador de Michoacán.
Fungió como dirigente del Partido Nacional Revolucionario, secretario de Gobernación en el gabinete del presidente Pascual Ortiz Rubio y secretario de Guerra y Marina en el gabinete del presidente Abelardo L. Rodríguez.

## Presidente de México

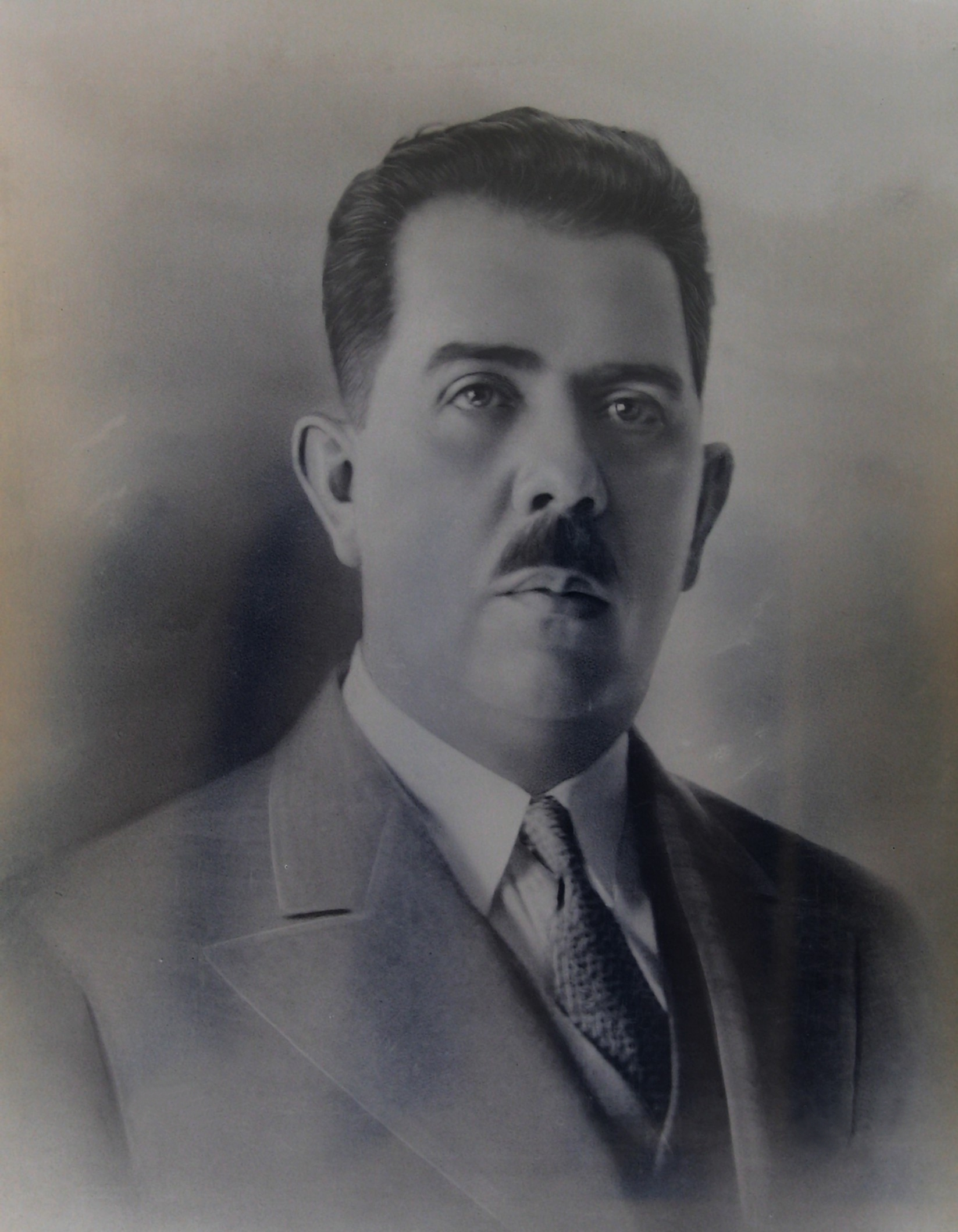
Lázaro Cárdenas, en fotografía tomada en 1934 por Aurelio Escobar Castellanos.

El 1 de diciembre de 1934 tomó posesión como presidente de México en el Estadio Nacional. Sus primeros años en el gobierno quedaron marcados por el enfrentamiento con el general Plutarco Elías Calles, a quien finalmente obligó a abandonar el país en 1936 y se exilió en Estados Unidos. Para consolidar su poder, creó una serie de organismos sindicales de carácter oficioso como la Confederación Nacional Campesina (CNC) y la Confederación de Trabajadores de México (CTM), y procedió a reorganizar su partido, con el nombre de Partido de la Revolución Mexicana, modificando su estructura: de ser una federación de partidos locales y regionales, se integró con cuatro grandes sectores (campesino,  obrero, popular y militar).

#### Asilo político de León Trotski
En 1936, Octavio Fernández Vilchis, apoyado por el muralista mexicano Diego Rivera, comenzaron una serie de gestiones para proponerle al presidente Lázaro Cárdenas la idea de concederle al líder de oposición de la Unión Soviética, León Trotski, asilo en México. En diciembre de ese mismo año el Buró Político de la Sección Mexicana de la Liga Comunista Internacional llegó a la resolución de que harían falta delegados obreros para demandarle al Presidente de la República, el asilo que solicitaban, por lo cual, se solicitó a los representantes del Sindicato Único de Trabajadores de la Construcción y a su líder, Juan R. de la Cruz que, junto a Vilchis, visitaran en Torreón al presidente Cárdenas con el fin de adquirir la autorización para recibir al exlíder soviético.
Ese mismo año, en nombre de la nación mexicana ofreció a otorgar asilo político a León Trotski. Gracias a esto es que México fue el primer país en ofrecerle asilo político. Para ello, Cárdenas ordenó se enviara una comitiva a recibirlo en el puerto de Tampico. Al tiempo, designó por mandato presidencial una segunda comitiva a la que se le brindara un carro especial para recibir a los revolucionarios y sus acompañantes. Esta segunda comitiva fue liderada por Juan R. de la Cruz, y cumplió con el deber de acompañarles en su trayecto al hotel y a la mañana siguiente al tren que debían tomar con destino a la capital. Rivera, por su parte, optó por aprovechar el viaje llevando a su esposa Frida y los generales Beltrán y Guerrero a recibir a Trotski y Natalia Sedova.

#### Exilio de Plutarco Elías Calles
Cárdenas, quien al principio de su mandato insistió en que no era necesario expulsar a Calles y a sus seguidores, pasado un tiempo, en abril de 1936, cambió de parecer, y el exjefe Máximo y Morones, fueron sustraídos sorpresivamente de sus domicilios y exiliados. La reacción negativa de los empresarios a la política obrera cardenista, subrayó la necesidad de poner fin al conflicto entre las agrupaciones obreras y dar paso a un frente unido de los trabajadores.
Desechó los temores de que los comunistas pudieran ponerse al frente de la nueva pirámide, porque a su juicio la raíz de la agitación obrera era básicamente el incumplimiento de las justas demandas de las masas trabajadoras.
Lombardo Toledano fue elegido secretario general de la CTM. Los estatutos de la confederación refrendaron el principio de la lucha de clases, y la transformación de la sociedad capitalista en socialista. La lucha ideológica sería por el fin de la historia: la sociedad socialista y la abolición de la propiedad privada.
Cárdenas había propuesto que los salarios no se fijaran según el péndulo de la oferta y la demanda de trabajo, sino según la capacidad de cada empresa para seguir actuando de manera redituable. El criterio abrió aún más las puertas del conflicto laboral y las huelgas aumentaron.
Entre los conflictos más espectaculares de 1936 estuvo el de los ferrocarrileros, que llevaría a la nacionalización de esa actividad. También el de los trabajadores agrícolas de la Laguna. La huelga contra toda la industria petrolera, se volvió un problema político nacional que obligó al gobierno a intervenir para evitar que la paralización de actividades dejara al país sin combustible.
La nacionalización de la industria petrolera fue una de las decisiones de mayor peso para el futuro y para la conformación de la nación. El apoyo del gobierno a las demandas obreras condujo a la expropiación de las empresas, lograron contratos colectivos con ganancias sustanciales para los trabajadores.

#### Plan Sexenal
El Plan Sexenal consideró que el motor de la producción agraria debía ser el ejido y reiteró la necesidad de apoyarlo con crédito e infraestructura. Dar tierra al campesino por la vía ejidal significaba organizarlo, se trataba de hacer irreversible el cambio de estructura en el agro mexicano. Cárdenas no solo es el presidente que repartió más tierra sino también el que dio las mayores parcelas. Creó el Banco Nacional de Crédito Ejidal.
La memoria de las grandes expropiaciones cardenistas pareció total por primera vez desde el reparto de tierra en Morelos durante la revolución, el verdadero corazón agrario de la Revolución Mexicana. Uno de los apoyos visibles a la candidatura de Cárdenas, había sido la CCM, procedió a formar entonces la Confederación Nacional Campesina CNC, sostuvo que la única forma de defender los intereses de los trabajadores del campo era admitiendo la realidad de la lucha de clases.
La meta de la CNC era la socialización de la tierra, la central debía volver al ejido la unidad de producción básica, a la manera del koljós. Acabar con el latifundio, solidarizarse con las demandas de los obreros y apoyar la educación socialista de las masas campesinas. Se precisó en sus estatutos que sería la única organización representativa de los campesinos.
La Unión Nacional Sinarquista (UNS) se manifestó desde el principio en contra del ejido y pidió que se desarrollara en el sentido de apoyar y consolidar a la pequeña propiedad privada. Almazán presentaba un programa que atacaba la “colectivización” del país: revivir la encomienda, comprometió a buscar un remedio inmediato a lo que él describió como el “desastre agrario”; según el programa de Almazán, no habría más reparto de propiedades privadas. El Segundo Plan Sexenal, del general Manuel Ávila Camacho, que en su capítulo agrario dejó claro que se impediría la reconstrucción del latifundio, el ejido seguiría recibiendo el apoyo del Estado.
Desapareció el Partido Nacional Revolucionario y surgió el Partido de la Revolución Mexicana, que apoyaba la política presidencial: obrero, campesino, popular y militar. Al producirse el conflicto entre el presidente Lázaro Cárdenas y el Jefe Máximo, la cúpula directiva del PNR se encontraba claramente dividida. La crisis llegó a su punto culminante en septiembre, cuando las diferencias entre cardenistas y callistas dieron por resultado un encuentro a balazos en plena Cámara. El partido oficial se convirtió rápidamente en una de las bases más sólidas del presidencialismo posrevolucionario. Lombardo proponía la alianza de la CTM con el PNR, la flamante Confederación Nacional Campesina CNC y el Partido Comunista Mexicano. Cárdenas no dejó ir muy lejos el proyecto.
Cárdenas debió tomar una decisión definitiva y en noviembre de 1939 el PRM anunció que su candidato para el sexenio 1940-1946 sería el exsecretario de Guerra, general Manuel Ávila Camacho. La rivalidad entre Camacho y Almazán, tuvo muchos encuentros de guerra, pero se le dio la victoria a Ávila Camacho.
Al entregar la Presidencia, el partido del gobierno seguía sosteniendo que la lucha de clases era el motor del desarrollo histórico. Con el correr de los años se afianzaría la idea de que al finalizar el sexenio de Cárdenas, había llegado también a su fin la Revolución mexicana.

#### Exilio español

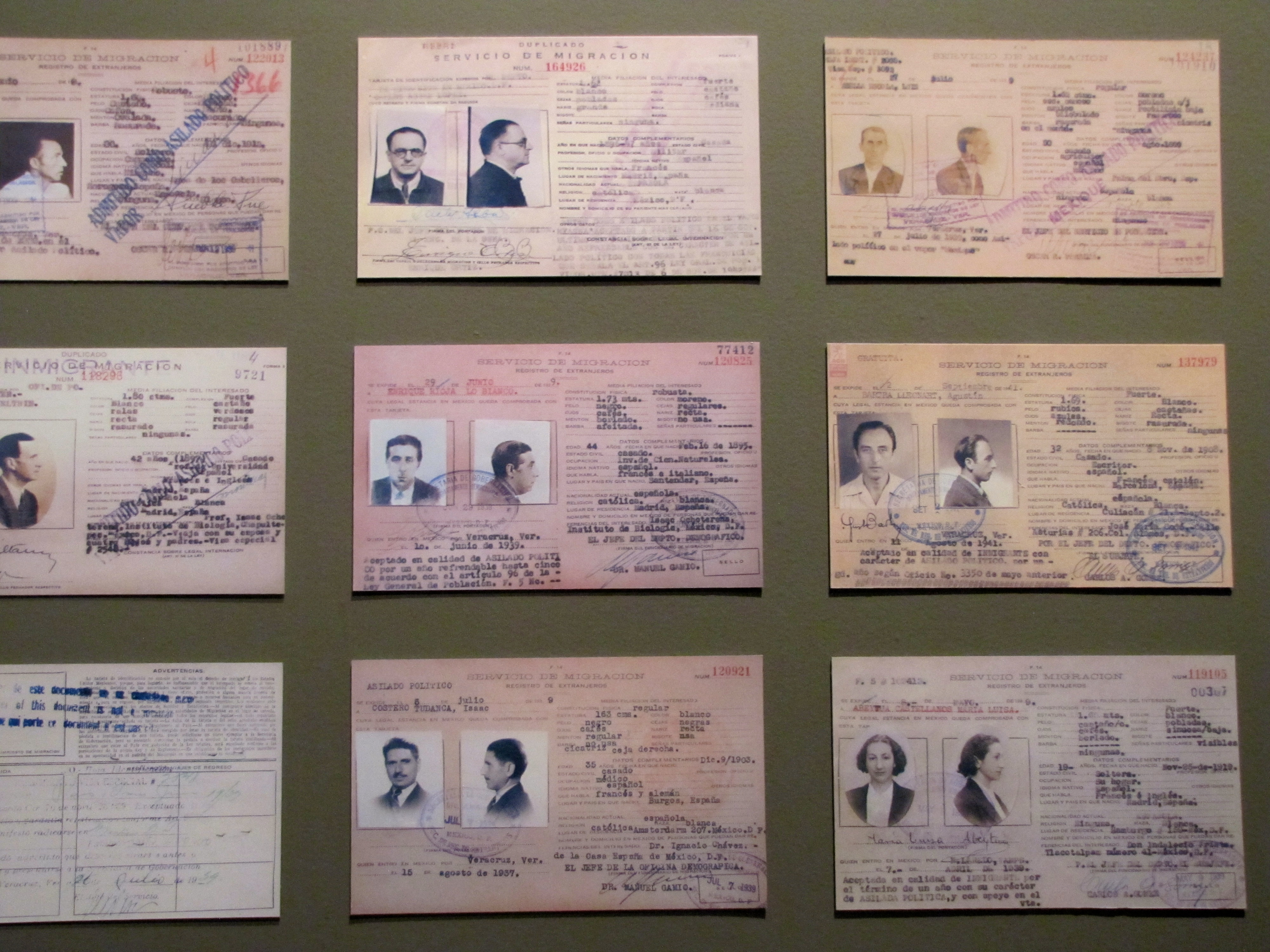
Identificaciones de españoles refugiados residentes en la Ciudad de México.

Cárdenas acogió a unos cuarenta mil exiliados republicanos españoles, que debieron salir de su país por la guerra civil entre 1936 y 1939. En 1937, por intercesión de su esposa Amalia Solórzano, quien presidía el Comité de Ayuda a los Niños del Pueblo Español, asiló a 456 menores, huérfanos de la guerra civil e hijos de combatientes republicanos que fueron llevados a México, a petición del Comité Iberoamericano de Ayuda al Pueblo Español, y recibieron alojamiento, sustento y educación en la ciudad de Morelia.
Con el pasar de los años, el grupo fue conocido como “los Niños de Morelia”. Su apoyo a la República Española no se limitó a esto, la defendió en foros internacionales e intentó ayudarla económicamente, incluso con exportación de armas; el gobierno de Roosevelt se opuso a estos planes.
Al finalizar la guerra con el triunfo del ejército sublevado, Cárdenas puso bajo su protección a los exiliados españoles en Francia, incluyendo al presidente Manuel Azaña, quien murió bajo protección diplomática mexicana y fue enterrado envuelto en una bandera mexicana, porque las autoridades colaboracionistas francesas se negaron a que fuera enterrado con la bandera española republicana. Cárdenas, Rafael M. Pedrajo y los diplomáticos del régimen lograron que decenas de miles de exiliados fueran acogidos en México, incluidos numerosos intelectuales que enriquecieron sensiblemente la cultura mexicana.

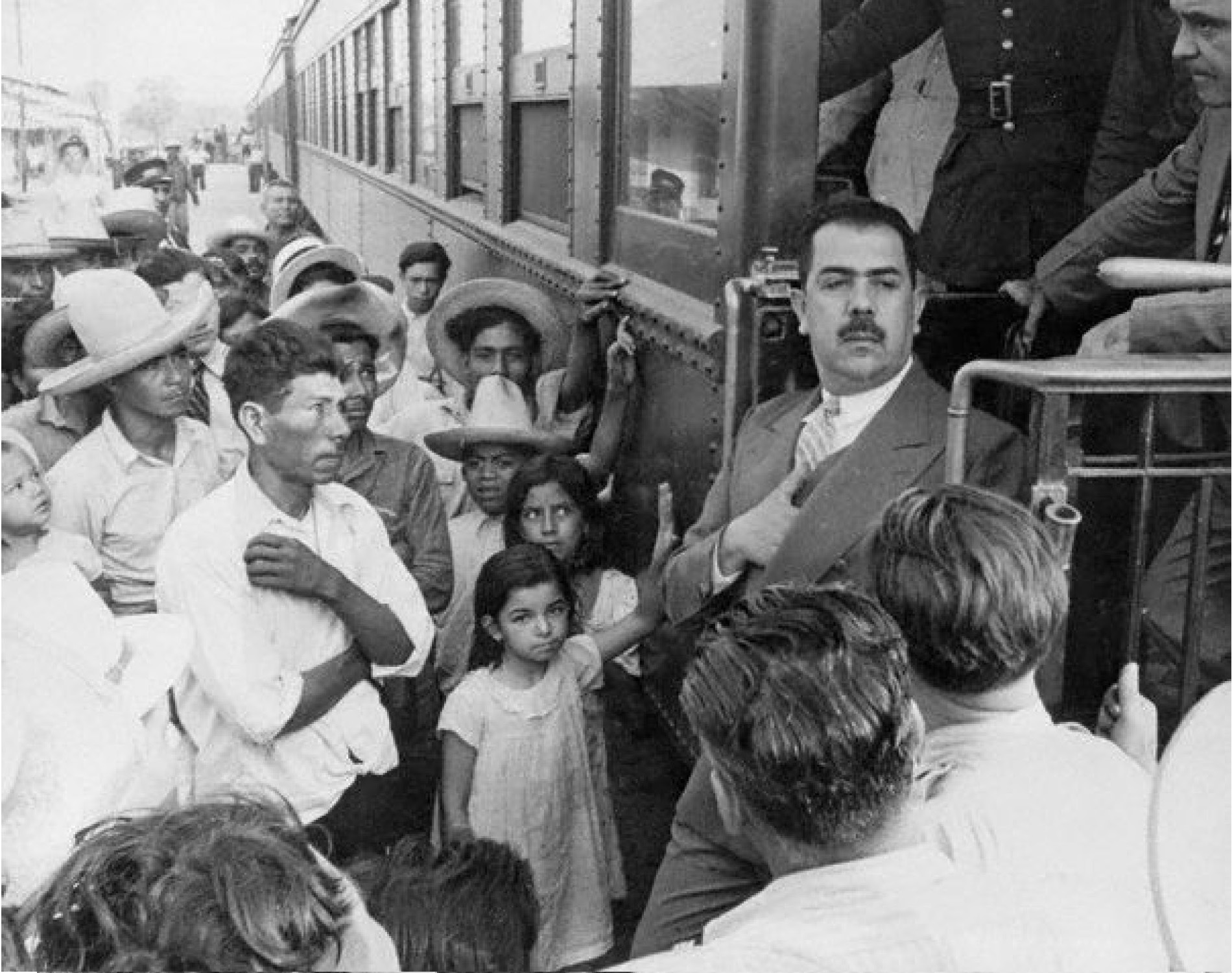
Lázaro Cárdenas en las puertas de un tren con el pueblo en 1937.

#### Nacionalización de los ferrocarriles
Entre 1937 y 1938 completó la nacionalización de la red ferroviaria y, después de un conflicto obrero-patronal, expropió los bienes de las compañías petroleras residentes en México, lo que provocó la ruptura de relaciones con el Reino Unido.

#### Intento de golpe de Estado
Enfrentó un intento de golpe encabezado por el general Saturnino Cedillo, con quien trató de dialogar por medio de su Jefe del Estado Mayor Presidencial, el coronel Ignacio M. Beteta. Finalmente Cedillo resultó muerto en combate.

#### Fundación del Museo Nacional de Historia
También durante su mandato, se transformó el Castillo de Chapultepec, antigua residencia de los gobernantes del país, y se creó en este lugar el Museo Nacional de Historia. De igual modo, impulsó iniciativas, para clausurar casas de juego y, rompiendo con la estrategia seguida por Calles, cesó la hostilidad hacia la Iglesia católica. Asimismo, en el ámbito social y académico, fundó el Instituto Politécnico Nacional (IPN), El Colegio de México (Colmex) y el Instituto Nacional de Antropología e Historia (INAH), entre otros. Modificó la Ley Agraria, amplió también la red de carreteras y permitió la entrada a los refugiados políticos de muchos otros países, además de los ya mencionados.
Al término de su mandato, estuvo al mando de la región militar del Pacífico en la Segunda Guerra Mundial, y —como parte de la estrategia de unidad nacional seguida por su sucesor— fue también secretario de la Defensa Nacional del presidente Manuel Ávila Camacho hasta el fin del conflicto. Fue vocal ejecutivo de algunas empresas y presidente de administración de la Siderúrgica Las Truchas,[cita requerida] empresa que hoy lleva su nombre.

#### Fundación del Parque nacional Cumbres de Monterrey
El 24 de noviembre de 1939, se creó el parque nacional Cumbres de Monterrey, por decreto de Lázaro Cárdenas. Ubicado en la Sierra Madre Oriental, en la parte correspondiente al estado mexicano de Nuevo León, abarcando en su extensión parte de los municipios de San Pedro Garza García, Monterrey, Montemorelos, Rayones, Santiago, Allende y Santa Catarina. Este parque contaba con un área de 246,500 hectáreas, lo que lo hizo en su momento el parque más grande de México. Este parque se constituyó como tal para la conservación de la flora y fauna del lugar. Sin embargo, tres años después durante el gobierno camachista, se legalizó la explotación y afectación de terrenos de dicha área por contar con “terrenos que tengan pendiente de 10 por ciento o menos y que sean apropiados para los cultivos agrícolas”.

### Legalización de las drogas
Durante los últimos años de su mandato, Cárdenas impulsó reformas pioneras en el ámbito de las políticas de drogas, con la asistencia del psiquiatra Leopoldo Salazar Viniegra, jefe de la sección de drogas en el Departamento de Salubridad Pública. Las investigaciones y escritos científicos de Salazar sirvieron como la base para el Reglamento Federal de Toxicomanías de Lázaro Cárdenas, promulgado el 5 de enero de 1940.
La ley despenalizó la venta y compra de pequeñas cantidades de drogas, eliminando los castigos anteriores por delitos relacionados con drogas. Además, se liberó a los usuarios de drogas encarcelados por pequeños delitos relacionados con su consumo. La ley también creó, en efecto, una vía legal para el acceso a drogas psicoactivas con fines no médicos, y trató de garantizar la atención médica a las personas adictas a las drogas al autorizar a los profesionales médicos a prescribir y administrar estupefacientes. El gobierno asignó fondos para crear un presupuesto especial destinado a la apertura de clínicas dispensarios, con el fin de tratar a los pacientes administrando dosis controladas de drogas de bajo costo, seguras y de calidad. Los pacientes debían registrarse formalmente en las clínicas para recibir el tratamiento. Se establecieron alrededor de seis clínicas en la Ciudad de México. Aproximadamente 200 personas (hasta 1000 según algunas estimaciones) acudían regularmente a las clínicas. El monopolio estatal sobre las drogas permitía ofrecer drogas de alta calidad a bajo costo, mucho más seguras y económicas que las que se vendían en las calles de la Ciudad de México en ese momento.
La ley estuvo en vigor durante cinco meses ya que el gobierno mexicano derogó el Reglamento mediante un decreto publicado en el Diario Oficial de la Federación el 3 de julio de 1940.La explicación oficial del gobierno atribuyó esta decisión a la falta de recursos y a la imposibilidad de comprar drogas en Europa debido a la Segunda Guerra Mundial. No se mencionaron en la declaración oficial las crecientes presiones económicas y políticas de los Estados Unidos de América para derogar la ley.

### Política económica
Al inicio de su sexenio Cárdenas tuvo mayor representación en el ámbito político, formando alianzas con diputados, senadores, presidentes municipales y jueces. Esto hizo que el general pudiera proyectar su visión política y económica sin mayor oposición. La reestructuración llevada a cabo por el presidente fue especialmente dirigida a la política económica, lo que le permitió realizar una serie de cambios en su gabinete conformado por un conjunto de personas de su confianza.
La política económica cardenista se enfocó principalmente en la consolidación y desarrollo del Estado, con la finalidad de mejorar el bienestar social y priorizar los intereses nacionales, de acuerdo con el plan sexenal y la nueva constitución.
Entre los principales aspectos que caracterizaron esta política económica, destacan los siguientes:
- Programa de reparto agrario que se consolidó en la creación de la Reforma Agraria
- Aumento del gasto público y déficit controlado
- Expropiación petrolera
- Política monetaria
- Desarrollo del sector público

#### Ejidos
Los ejidos contaron con muy pocos insumos, usaron los que tenían a la mano: tierra y trabajo, lo cual ayudó a un empleo más racional de estos medios de producción e hizo descender el desempleo rural. La reforma agraria no produjo un crecimiento inmediato de la economía, pero los beneficiados por el proceso vieron de inmediato mejorada su forma de vida. El campesino que recibió la tierra durante el gobierno de Cárdenas, mejoró su posición social y económica.
En el momento culminante del cardenismo, los gastos de tipo económico fueron superiores al 40%, destinados fundamentalmente al desarrollo de las comunicaciones, la irrigación y el crédito a la agricultura.
El “estado activo” del cardenismo siguió ensanchando la estructura institucional. En 1934, Abelardo Rodríguez había creado la Nacional Financiera (Nafinsa), cuya tarea original era administrar los bienes raíces que la crisis económica anterior había dejado al sistema bancario por quiebras de los prestatarios. Empezó a actuar como sería en el futuro: el banco de desarrollo del gobierno. Ante los conflictos con las empresas eléctricas extranjeras, se creó la Comisión Federal de Electricidad, que con el paso del tiempo sería la empresa dominante.
La Gran Depresión golpeó muy duramente al comercio exterior de México al cerrarle mercados a algunas de sus materias primas, pero durante el primer año de gobierno de Cárdenas, por la economía de guerra que se había instalado en el mundo, el intercambio con el exterior se había recuperado bastante y la exportación ascendió a poco más de doscientos millones de dólares.
Cuando Cárdenas asumió la presidencia, la producción de petróleo, aunque baja respecto al pasado, comenzó a crecer nuevamente. El esfuerzo mexicano por colocar su petróleo en los países del Eje y en América Latina permitió que las ventas al exterior subieran. A partir de entonces y por muchos años la producción de PEMEX se destinaría básicamente a cubrir el mercado interno, en el corto plazo, el petróleo dejó de ser un proveedor de las necesarias divisas extranjeras.
México podía aprovechar la experiencia derivada de la industrialización de los países capitalistas avanzados para no repetir sus errores ni pagar su enorme costo social; buscaba una “industrialización consciente”, construir un México de ejidos y de pequeñas comunidades industriales. El cardenismo visualizaba al México del futuro como un país predominante agrícola, rural y cooperativo. Empezó a sustituir importaciones de bienes de consumo. Aparecieron nuevas industrias y se encumbraron nuevos empresarios.
Cárdenas adoptó una línea bastante clara con relación al movimiento obrero. Tomó el Plan Sexenal, y apoyó la cláusula de exclusión y el rechazo de “sindicatos blancos”. Este proyecto, llevó a Vicente Lombardo Toledano y a la CGOCM a encabezar, un bloque de organizaciones sindicales de respaldo activo a la política del presidente. El Pacto de Solidaridad tenía por objeto neutralizar las presiones del callismo y sentar las bases de un magno congreso obrero y campesino del cual pudiera surgir una central única de todo el movimiento laboral, la nueva organización debería aceptar como premisa la existencia de la lucha de clases y la imposibilidad de la cooperación con la clase capitalista.

#### Reforma agraria

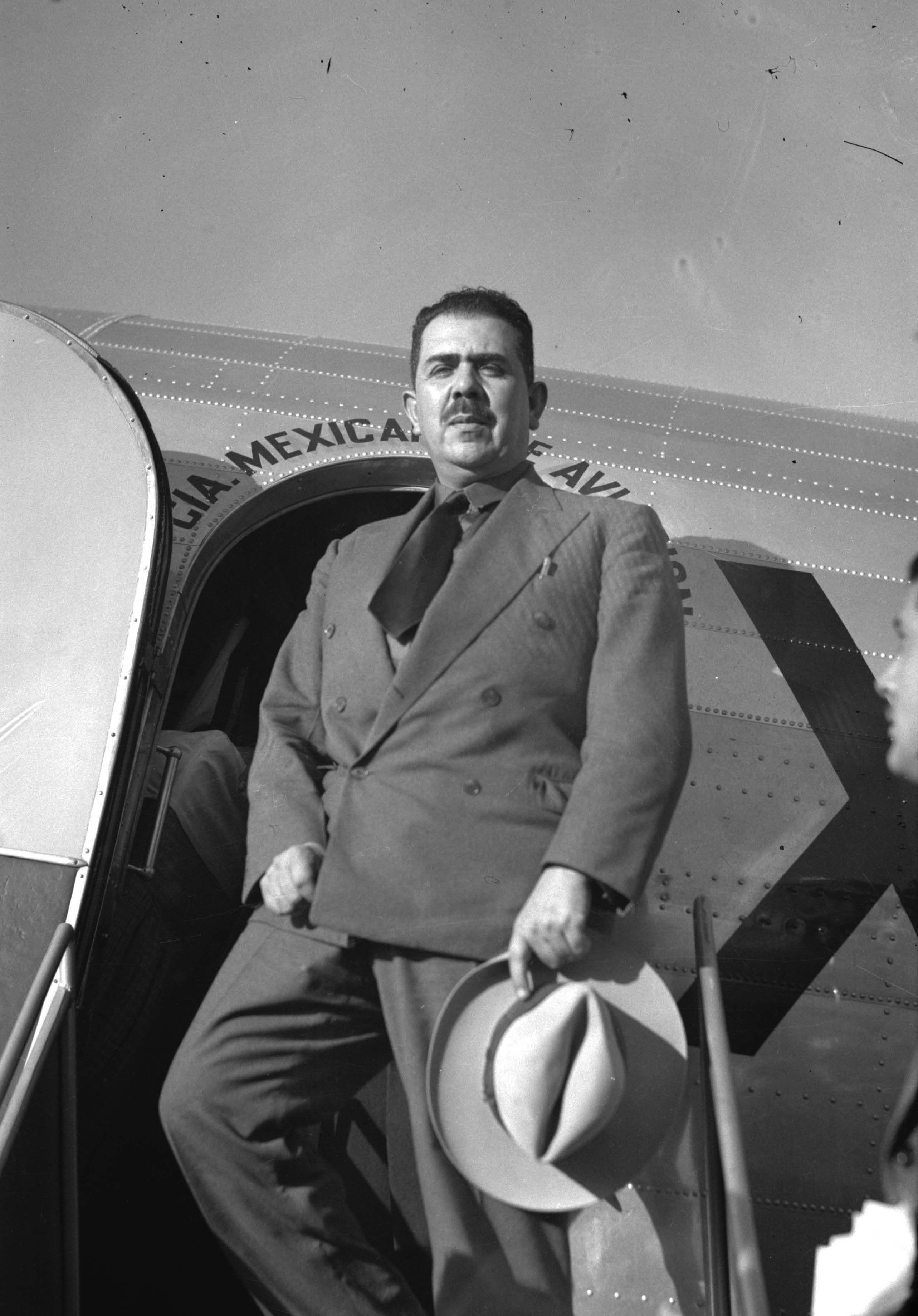
Cárdenas, en 1937.

En el norte, llevó a cabo la Reforma agraria, planeada originalmente por Emiliano Zapata. Este reparto es considerado por muchos como el más grande del siglo en la historia de México. Durante el sexenio del general Lázaro Cárdenas del Río fueron repartidas 18 millones de hectáreas a las comunidades y ejidos. De esta manera, aumentó a 25 millones de hectáreas la cantidad de tierras en el sector social (es decir, las parcelas que se encontraban fuera del régimen de propiedad privada). El objeto del reparto agrario lanzado durante el gobierno de Cárdenas buscaba no solo la satisfacción de una demanda popular plasmada en la constitución de 1917, sino la formación de pequeñas unidades productivas, con capacidad de autosuficiencia alimentaria.
La unidad básica del modelo de reforma era la conformación de ejidos. Se trata de una dotación de tierras que eran entregadas a un núcleo de población para que las aprovecharan de la manera que consideraran conveniente. Cada ejido estaba regulado por un órgano interno llamado Comisaría Ejidal, integrada por los titulares de la dotación (generalmente hombres) que elegían a un presidente y una mesa directiva. La Comisaría Ejidal tenía la facultad de representar a los ejidatarios en los trámites gubernamentales. Dado que al final de la Revolución y la guerra Cristera, la mayor parte del país estaba en la ruina económica, el gobierno de Cárdenas creó el Banco Nacional de Crédito Ejidal (Banjidal) destinado a capitalizar a los núcleos ejidales.
En el entonces Territorio Norte de Baja California, apoyó el movimiento agrarista llamado: El Asalto a las Tierras, realizado el 27 de enero de 1937 y que tuvo como uno de sus propósitos fundamentales, la repartición de las tierras del valle de Mexicali, que en aquel momento pertenecía a una empresa estadounidense denominada Colorado River Land Company.
En Yucatán condujo su política agrarista mediante la expropiación, el 3 de agosto de 1937, de los henequenales en favor de los ejidatarios yucatecos.
Además de la repartición de tierras y el financiamiento monetario, la reforma agraria del Cardenismo incluía el establecimiento de un sistema educativo que permitiera la formación de profesionistas técnicos que ayudaran al desarrollo de los ejidos. Por ello, asociados a los núcleos ejidales, se crearon escuelas donde los niños y jóvenes debían adquirir conocimientos sobre agricultura, ganadería y aquellas otras actividades específicas que permitiera el medio ecológico. En ese sentido, la reforma agraria llevada a cabo durante el sexenio de 1934-1940 se diferenciaba de la implementada por los gobiernos anteriores, para quienes todo se limitó a la dotación de tierra a individuos dedicados a la agricultura a pequeña escala. Lo que la Secretaría de Agricultura se planteaba en la segunda mitad de la década de 1930 fue la creación de centros agrícolas competitivos.
Sin embargo, el plan de formación técnica, como el financiamiento, no pudieron llegar a resarcir el rezago del campo mexicano totalmente. El plan del Cardenismo solo funcionó en ciertas regiones, aquellas que como la Comarca Lagunera o el valle del río Yaqui contaban con riego y tierras fértiles. Por otro lado, aunque el reparto de tierras durante el gobierno de Cárdenas fue el mayor de la historia de México, no disminuyó significativamente la dimensión de las tierras en pequeña y mediana propiedad, y de los latifundios. Durante el siguiente período (1940-1946), el reparto agrario fue frenado y se emprendió una "contrarreforma" agraria, despojando nuevamente de las tierras recién obtenidas a algunos ejidos, para enajenarlas.

#### Expropiación petrolera

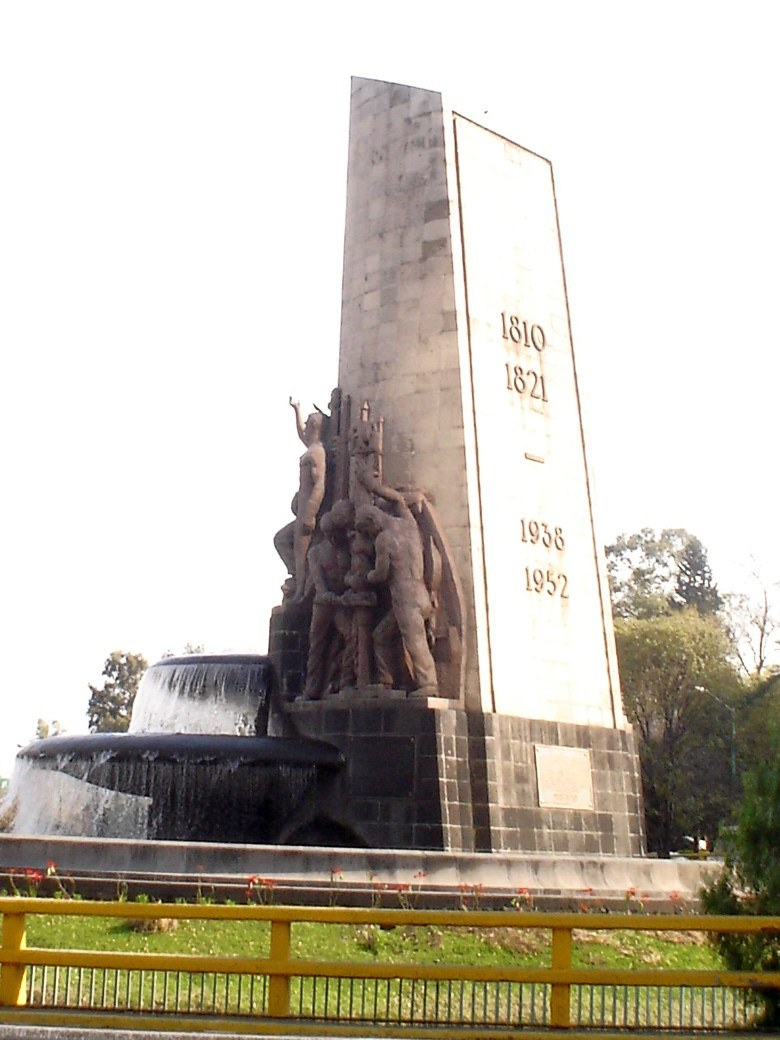
Monumento a la Expropiación petrolera.

#### Antecedentes
El conflicto entre el gobierno de Cárdenas y las empresas petroleras de nacionalidad extranjera, tenía un antiguo linaje. Durante un buen periodo solo debían pagar el impuesto del timbre, menos del 1% del valor de la producción. La situación cambió al iniciarse la Revolución y percatarse el gobierno por primera vez del gran potencial petrolero del país. Las grandes exportaciones del petróleo fueron vistas como una fuente idónea para cubrir los grandes déficits presupuestales.
El párrafo IV del artículo 27 de la nueva Constitución declaró los depósitos petroleros propiedad de la Nación. Al iniciarse los años treinta, México era ya un productor marginal, situación que cambió, con los descubrimientos de Poza Rica en 1930. La compañía inglesa El Águila y el gobierno mexicano llegaron a un entendimiento sobre la explotación de Poza Rica, aceptaba pagar regalías del 15% y el 35% del valor de la producción.
El choque definitivo del gobierno y las empresas petroleras se originó por un enfrentamiento de las empresas y sus obreros, los trabajadores petroleros se encontraban entre los mejor pagados del país. Sin embargo, no había llegado a formar un sindicato único que estableciera las condiciones de trabajo para toda la industria, crearon el STPRM, y se afilió a la CTM. Las empresas rechazaron el monto del aumento pedido, los expertos nombrados abordaron el tema de que la presencia de las empresas petroleras extranjeras había sido más perjudicial que benéfica para el país.

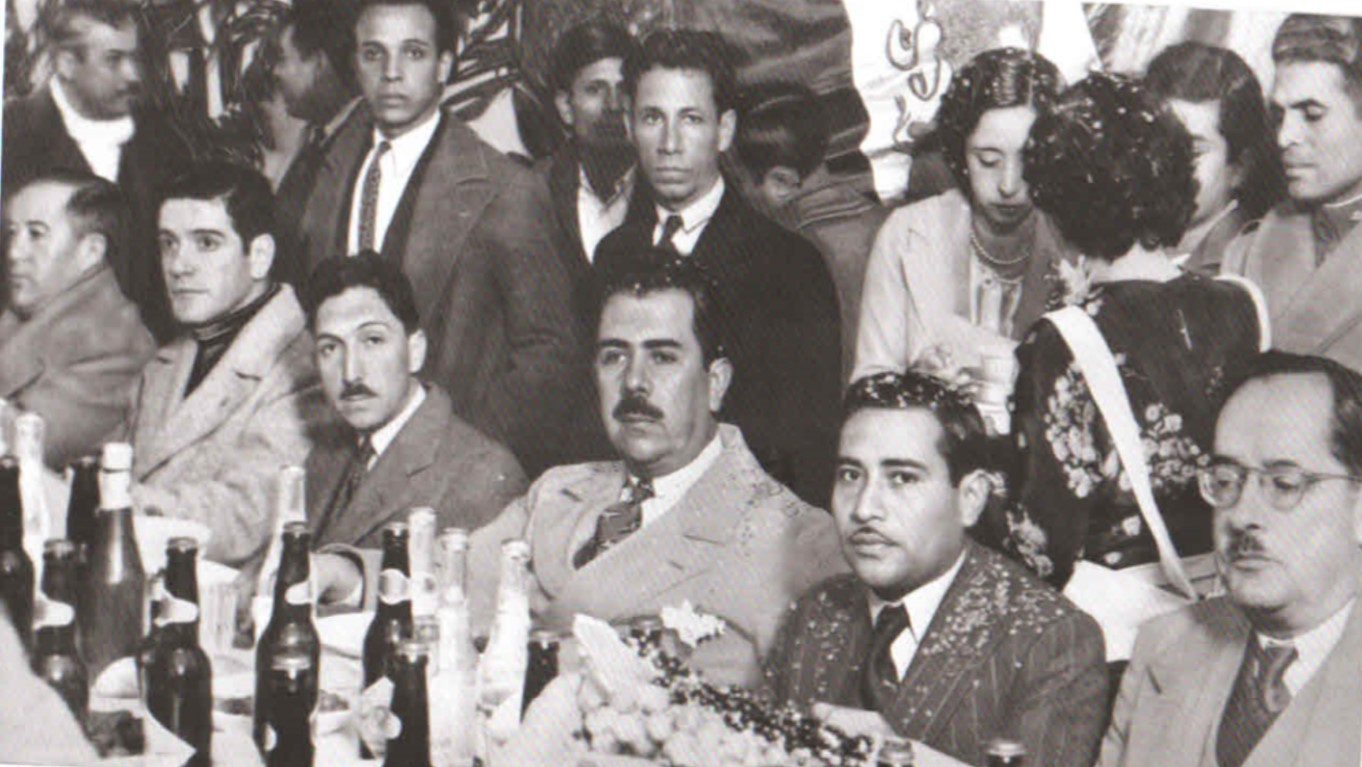
Cárdenas y Miguel Alemán Valdés, en un banquete en Ciudad Mendoza (Veracruz), en 1938.

#### Decreto de la expropiación
El 1.º de marzo de 1938 la Suprema Corte dictaminó un laudo mediante el cual las compañías perdían el juicio laboral que habían emprendido en las instancias inferiores del sistema judicial y debían otorgar un aumento de 26 millones. Las empresas se negaron. Si el gobierno no hacía nada en contra de la rebeldía de las empresas, su prestigio y capacidad de liderazgo quedarían en entredicho.
Cárdenas hizo saber al país la decisión de su gobierno de cortar por lo sano y expropiar a las empresas petroleras, el 18 de marzo de 1938.
Los países afectados por la medida del presidente Cárdenas, Gran Bretaña particularmente, criticaron la medida expropiatoria y pusieron en duda la capacidad del país para pagar lo que había tomado. Esto incrementó la exaltación nacionalista que favoreció al presidente.
México aceptó desde el principio pagar lo que había tomado, pero no inmediatamente sino dentro del plazo de diez años fijado por la ley. El gobierno de Washington sugirió entonces como única solución que México devolviera lo tomado, a lo cual Cárdenas se negó. El gobierno estadounidense y británico, contribuyeron a bloquear la expropiación, prohibiendo a sus dependencias que lo adquirieran. Cárdenas abandonó la presidencia y no llegó a un arreglo definitivo con la mayor parte de las empresas expropiadas.
Quizá la decisión de política pública más representativa de la administración Cárdenas del Río es la expropiación petrolera. Debido a una combinación de factores, entre los que destacan la debilidad de las economías estadounidense y británica durante la década de los treinta (ambas estaban sumidas en los efectos de la crisis de 1929), la existencia de un fuerte conflicto entre los trabajadores de las empresas petroleras instaladas en México y los empresarios extranjeros que desatendieron un laudo laboral de la corte mexicana, así como su propia visión de un capitalismo democrático y nacionalista, en el que las industrias básicas (petróleo, siderurgia, etc.) jugaban un papel clave, Cárdenas decretó la expropiación el 18 de marzo de 1938, y se creó Petróleos Mexicanos (Pemex).
A pesar de que la compensación por los bienes expropiados se incluyó en el decreto, el acto enfureció a la comunidad empresarial internacional y molestó a los gobiernos extranjeros, especialmente el Reino Unido. Antes de salir, las compañías petroleras se habían asegurado de no dejar nada para ayudar al gobierno mexicano, con la esperanza de forzar a Cárdenas a aceptar sus condiciones. Pese a que México finalmente fue capaz de reiniciar los campos petroleros y refinerías, la producción no alcanzó los niveles anteriores a la expropiación hasta la Segunda Guerra Mundial, durante la cual asesores técnicos fueron enviados por los Estados Unidos como parte de su política de esfuerzo de guerra aliado.
Sin embargo, los británicos rompieron las relaciones diplomáticas con el gobierno de Cárdenas, y el petróleo mexicano y otros bienes fueron boicoteados, a pesar de un fallo internacional a favor del gobierno de México. Sin embargo, con el estallido de la Segunda Guerra Mundial, el petróleo se convirtió en un codiciado producto. México comenzó a exportar petróleo a la Alemania nazi y la Italia fascista.
Más importante, sin embargo, que el acto expropiatorio mismo, fue el amplio consenso nacional que Cárdenas fue capaz de crear con esa decisión. No solo se sumaron los sectores del entonces Partido de la Revolución Mexicana, sino que de manera virtualmente unánime otros muchos sectores de la opinión pública mexicana, la Iglesia católica entre ellos, se sumaron de manera entusiasta a la decisión del entonces presidente, quien construyó de esa manera una amplia base de apoyo social que perduraría muchos años después de que su presidencia terminara.
Tanto así que ha sido el único expresidente de México capaz de mantenerse activo en la política nacional en el periodo posrevolucionario, como lo atestigua su participación en el Frente de Liberación Nacional, organización que muchos consideran como el germen de algunos de los actuales partidos y movimientos políticos de México, su participación en proyectos de desarrollo social en la cuenca del Lerma y otras regiones de México, así como su decidido apoyo a la Revolución cubana encabezada por Fidel Castro Ruz. Prueba de ello es que en abril de 1961, con motivo de la invasión de bahía de Cochinos en que tropas "anticastristas", entrenadas y dirigidas por la CIA, el general Cárdenas del Río se alistó de inmediato al ejército cubano con el fin de combatir a los estadounidenses y sacarlos de Cuba.

#### Consecuencias
Gran Bretaña rompió relaciones diplomáticas con México y lo amenazó con un bloqueo a gran escala. Aunque en un primer momento las cinco corporaciones estadounidenses se desesperaron, con la Segunda Guerra Mundial en ciernes, el presidente Franklin Delano Roosevelt tuvo más interés en la alianza estratégica con México como un bloque económico que en proteger las compañías privadas. En contraste, la Anglo-Persian Oil Company (Hoy BP) no era una compañía privada sino dependiente directa del almirantazgo (British Admiralty) y parte del poder mismo del Imperio británico.

#### Desarrollo del sector público
Las entidades de desarrollo o financieras fueron clave para la expansión del sector público con la creación de 19 empresas estatales.
El sector ejidal fue impulsado con la creación del banco de crédito ejidal en 1935. También se buscó un impulso al sector exportador a través del establecimiento del Banco Nacional de Comercio Exterior en 1937. Por otra parte, el sector de banca privada, tuvo un amplio desarrollo durante este contexto. A finales de la década de 1930, surgieron dentro de este mismo, siete instituciones financieras públicas y 114 bancos privados.

## Años posteriores
Se ha dicho que en la sucesión presidencial de 1940, al irse perfilando como probable ganador el principal candidato opositor Juan Andreu Almazán, Cárdenas favoreció el triunfo del candidato del PRM, Manuel Ávila Camacho, y forzó así el resultado electoral, quién debía seguir con las políticas sociales. Contrariando a Cárdenas, Ávila Camacho fundó el Partido Revolucionario Institucional, donde se agruparían sectores de la derecha política.
Siendo Ávila Camacho presidente de la república, desempeñó el cargo de Secretario de Defensa hasta el año 1945.
A menudo se dice que Lázaro Cárdenas fue el único presidente asociado al PNR que no se sirvió de su cargo para enriquecerse. Se retiró a una modesta vivienda cerca del Lago Pátzcuaro y trabajó el resto de su vida supervisando proyectos de riego y promoviendo clínicas gratuitas y educación para los más desposeídos. Siguió comentando asuntos de política internacional y abogando por los derechos humanos y el fortalecimiento de la democracia en Latinoamérica.
Durante los movimientos obrero de 1959 y estudiantil de 1968, el «Tata Lázaro» (como era conocido entonces), fue estrictamente vigilado por el mismo PRI y la CIA para prevención de apoyo y simpatías por los movimientos izquierdistas que se oponían al tan autoritario y represivo gobierno priista. Fue entonces invitado a Cuba por el mismo Fidel Castro en 1960, con motivo de la conmemoración de las revoluciones mexicana y cubana. También por la fundación del Instituto Lázaro Cárdenas para la Investigación de la Universidad de La Habana.

### Fallecimiento y restos mortales
Lázaro Cárdenas murió víctima de Insuficiencia hepática en la Ciudad de México el 19 de octubre de 1970, exactamente veinticinco años después del deceso de su adversario político Plutarco Elías Calles. Sus restos fueron depositados en el Monumento a la Revolución, donde permanecen junto a los de Francisco I. Madero, Pancho Villa, Venustiano Carranza y el mismo Calles.

## Legado

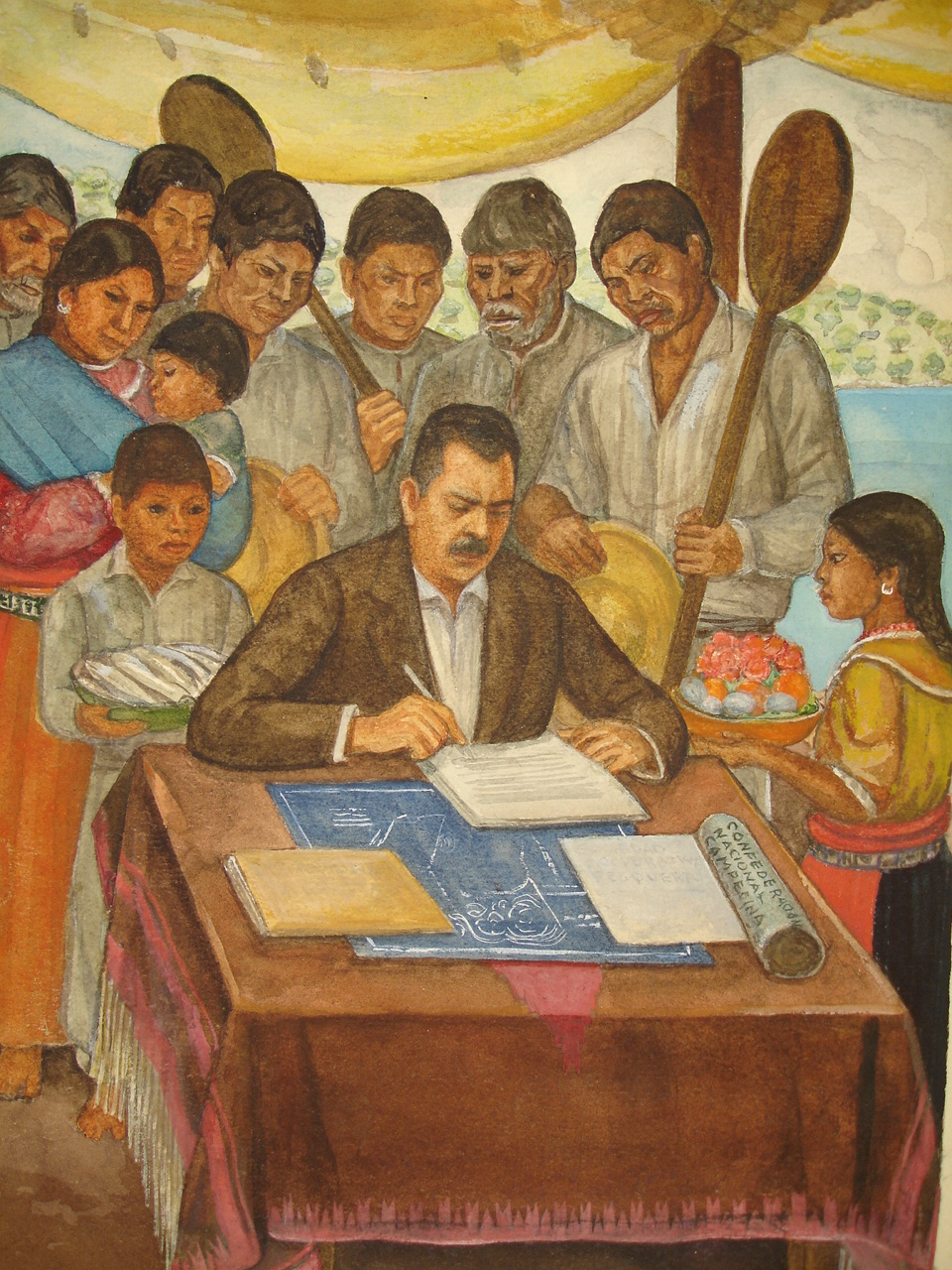
Mural en honor a Lázaro Cárdenas

En su honor, un gran número de ciudades y pueblos de México, como Lázaro Cárdenas (Michoacán), pequeñas comunidades y muchas calles llevan su nombre, como el Eje Central Lázaro Cárdenas en Ciudad de México donde hay una escultura de 10 m en su honor del artista Humberto Peraza, también en Morelia existe un obelisco conocido como el Monumento a Lázaro Cárdenas, y avenidas en Guadalajara, Monterrey y Mexicali. La avenida más extensa de la ciudad de Xalapa, Veracruz lleva su nombre. De igual manera, un campus del Instituto Politécnico Nacional, conocido también como Casco de Santo Tomás, lleva su nombre. En Cuba, una avenida y un parque de La Habana han sido nombrados en su honor. En Chile, en la ciudad de Chillán existe un auditorio con su epónimo, en recuerdo de la solidaridad de su gobierno luego del terremoto de 1939 que asoló a dicha ciudad. En Belgrado, Serbia, está el Šetalište Lazaro Kardenasa (paseo Lázaro Cárdenas). En España, tiene calles y monumentos dedicados a su memoria en Barcelona, La Coruña, Córdoba, Madrid, Valencia o Elche, entre otras localidades, en reconocimiento por su trabajo al acoger refugiados del bando republicano en México tras la guerra civil española.
También fue galardonado con el Premio Lenin de la Paz en 1955.
Asimismo en Praga, República Checa, existe un parque que lleva su nombre, en honor a su amistad con el presidente T.G. Masaryk, a cuya memoria existe una avenida en la Ciudad de México con su nombre (avenida Presidente Masaryk, en Polanco).

## Familia

### Ancestros
| \| \| \| \| \| \| \| \| \| \| \| \| \| \| \| \| \| \| \| \| Francisco Matilde Cárdenas Mejía (1833-1906) \| \| \| \| \| \| \| \| \| \| \| \| \| \| \| \| \| \| \| \| \| \| \| \| \| \| \| \| \| \| \| \| \| \| \| \| \| \| \| \| \| \| \| \| \| \| \| \| \| \| \| \| \| \| Dámaso Cárdenas Pineda (1853-1911) \| \| \| \| \| \| \| \| \| \| \| \| \| \| \| \| \| \| \| \| \| \| \| \| \| \| \| \| \| \| \| \| \| \| \| \| \| \| \| \| \| \| \| \| \| \| \| \| \| \| \| \| \| \| María Rafela Pacheco Pineda y Gomes (1836-?) \| \| \| \| \| \| \| \| \| \| \| \| \| \| \| \| \| \| \| \| \| \| \| \| \| \| \| \| \| \| \| \| \| \| \| \| \| \| \| \| \| \| \| \| \| \| \| \| \| \| \| \| \| \| Lázaro Cárdenas del Río (1895-1970) \| \| \| \| \| \| \| \| \| \| \| \| \| \| \| \| \| \| \| \| \| \| \| \| \| \| \| \| \| \| \| \| \| \| \| \| \| \| \| \| \| \| \| \| \| \| \| \| \| \| \| \| \| \| Juan Francisco del Río Ruiz (1834-1890) \| \| \| \| \| \| \| \| \| \| \| \| \| \| \| \| \| \| \| \| \| \| \| \| \| \| \| \| \| \| \| \| \| \| \| \| \| \| \| \| \| \| \| \| \| \| \| \| \| \| \| \| \| \| Felícitas del Río Amezcua (1865-1918) \| \| \| \| \| \| \| \| \| \| \| \| \| \| \| \| \| \| \| \| \| \| \| \| \| \| \| \| \| \| \| \| \| \| \| \| \| \| \| \| \| \| \| \| \| \| \| \| \| \| \| \| \| \| Antonia Secundina Amezcua Romo (1840-?) \| \| \| \| \| \| \| \| \| \| \| \| \| \| \| \| \| \| \| \| \| \| \| \| \| \| \| \| \| \| \| \| \| \| \| \| \| \| \| \| \| \| \| \| \| \| \| \| \| \| \| \| |                                              |  |  |  |  |  |  |  |  |  |  |  |  |  |  |  |
| |                                              |  |  |  |  |  |  |  |  |  |  |  |  |  |  |  |
| | Francisco Matilde Cárdenas Mejía (1833-1906) |  |  |  |  |  |  |  |  |  |  |  |  |  |  |  |
| |                                              |  |  |  |  |  |  |  |  |  |  |  |  |  |  |  |
| |                                              |  |  |  |  |  |  |  |  |  |  |  |  |  |  |  |
| | Dámaso Cárdenas Pineda (1853-1911)           |  |  |  |  |  |  |  |  |  |  |  |  |  |  |  |
| |                                              |  |  |  |  |  |  |  |  |  |  |  |  |  |  |  |
| |                                              |  |  |  |  |  |  |  |  |  |  |  |  |  |  |  |
| | María Rafela Pacheco Pineda y Gomes (1836-?) |  |  |  |  |  |  |  |  |  |  |  |  |  |  |  |
| |                                              |  |  |  |  |  |  |  |  |  |  |  |  |  |  |  |
| |                                              |  |  |  |  |  |  |  |  |  |  |  |  |  |  |  |
| | Lázaro Cárdenas del Río (1895-1970)          |  |  |  |  |  |  |  |  |  |  |  |  |  |  |  |
| |                                              |  |  |  |  |  |  |  |  |  |  |  |  |  |  |  |
| |                                              |  |  |  |  |  |  |  |  |  |  |  |  |  |  |  |
| | Juan Francisco del Río Ruiz (1834-1890)      |  |  |  |  |  |  |  |  |  |  |  |  |  |  |  |
| |                                              |  |  |  |  |  |  |  |  |  |  |  |  |  |  |  |
| |                                              |  |  |  |  |  |  |  |  |  |  |  |  |  |  |  |
| | Felícitas del Río Amezcua (1865-1918)        |  |  |  |  |  |  |  |  |  |  |  |  |  |  |  |
| |                                              |  |  |  |  |  |  |  |  |  |  |  |  |  |  |  |
| |                                              |  |  |  |  |  |  |  |  |  |  |  |  |  |  |  |
| | Antonia Secundina Amezcua Romo (1840-?)      |  |  |  |  |  |  |  |  |  |  |  |  |  |  |  |
| |                                              |  |  |  |  |  |  |  |  |  |  |  |  |  |  |  |
| |                                              |  |  |  |  |  |  |  |  |  |  |  |  |  |  |  |

### Descendencia
De su matrimonio con Amalia Solórzano nacieron tres hijos: 
- Palmira Cárdenas Solórzano, muerta al año.
- Cuauhtémoc Cárdenas Solórzano, quien años más adelante sería senador, gobernador de Michoacán, jefe de Gobierno del Distrito Federal y candidato a la presidencia de la República en tres ocasiones. 
  - Lázaro Cárdenas Batel, también ha incursionado en la política y estuvo a cargo de la gubernatura del estado de Michoacán en el periodo 2002-2008.[26]
- Alicia Cárdenas Solórzano[27]
  - Alicia Salazar Cárdenas

## Cardenismo
El término cardenismo se usa como nombre de la corriente ideológica inaugurada por Cárdenas; también se le llama así a la etapa en la que gobernó México de 1934 a 1940, aunque algunos detractores prefieren el término "cadete". La corriente política del cardenismo surge así:
- El ejército apoya el cardenismo y es leal a él, ya que le ha dado voz, voto y el poder presidencial que Lázaro Cárdenas llega a tener, no amenaza el poder militar, sino lo consolida, aunque a partir de Cárdenas el poder lo ostente la presidencia más que los generales.
- Con los trabajadores impulsó la cuestión de los derechos mediante una gran confederación de trabajadores en donde todos estuvieron unidos al Estado y el Estado se comprometió a velar por los intereses de ellos.
- El sector campesino y el indígena apoyan a Lázaro Cárdenas porque se les ofrece y entrega la reforma agraria.
- A los empresarios les ofreció un proyecto económico viable.
- A la iglesia la incluyó en su proyecto.

Cuando Lázaro Cárdenas fue designado candidato presidencial, ya era uno de los divisionarios más importantes del ejército. Había sido un fiel subordinado de Calles, no había atacado a Ortiz Rubio, ni compartido las opiniones conservadores de Calles sobre política agraria. Desde el primer momento empezaron a surgir tensiones dentro del nuevo gobierno. Estallaron debido, en gran medida, a la ola de huelgas que se desató tras la toma de posesión de Cárdenas y a la actitud benigna que ante las mismas adoptó el presidente.
Cárdenas actuó con rapidez ejerciendo el poder que le quedaba a la presidencia en tanto jefatura del ejército. Antes de que el callismo pudiera reaccionar, el Maximato había llegado a su fin y se iniciaba la era cardenista.
La desaparición de Calles y su grupo del escenario político logró que las aguas de la política volvieran a su cauce normal. Terminaba su tarea de eliminar a los callistas irredentos del PNR, el Congreso y las gubernaturas de los estados, Emilio Portes Gil mismo, dejó la presidencia del PNR. Cárdenas lo sustituyó con un hombre de su total confianza, Silvano Barba González.
Por temor a la política obrera de Cárdenas, surgiría una corriente anticardenista dentro del ejército, la institución armada permanecería hasta el final obediente a las órdenes del presidente, y el secretario de Guerra, Manuel Ávila Camacho, sería el sucesor de Cárdenas.
Cuando decidió deshacerse de Calles no le quedó otro camino que fortalecer a la presidencia allegándose la fuerza de los sectores populares. La reforma no tocó solo la periferia, sino el corazón mismo de la agricultura comercial.
Después del cardenismo, la agricultura mexicana no volvería a ser la misma, la gran propiedad heredada de la Colonia y afianzada en el siglo XIX, fue trastocada en su médula por virtud de la reforma agraria que se impulsó desde la presidencia de la República.
Cárdenas aceleró el proceso de unificación del movimiento obrero hasta llegar a la creación de la Confederación de Trabajadores de México (CTM). La CTM, organizada a principios de 1936, junto con la CNC, se convirtió en un pilar del cardenismo, aunque la base no llegó a mostrar la incondicionalidad del movimiento campesino, los organismos obreros sostuvieron la candidatura de quien Cárdenas había designado como sucesor, el general Ávila Camacho.
En torno al desarrollo económico del país, Cárdenas llegó a considerar que estaba en la posibilidad de optar entre dos alternativas para ese desarrollo, imitar la estrategia del modelo capitalista seguido por las sociedades industrializadas o intentar un camino diferente que combinara el crecimiento de la producción con el desarrollo de una comunidad más integrada y más equitativa. La utopía propiamente cardenista, consistiría en tratar de ir más allá del keynesianismo o del fascismo, sin desembocar en el modelo soviético.
El deterioro repentino de la economía en 1938 fue resultado directo de la crisis petrolera. La expropiación petrolera de ese año no solo afectó a los exportaciones de combustibles sino que, arrastró tras de sí también las ventas de minerales y detuvo las inversiones del sector privado de la economía.[cita requerida]
La actividad agropecuaria y la exportación de minerales y petróleo, se vieron sometidos a una dura prueba. El país asistió a un principio de sustitución de importaciones a la vez que al uso intensivo de la capacidad instalada. La política gubernamental favoreció el aumento de su uso a cerca del 100%. El estado asumió nuevas funciones: “Estado activo”, involucrado directamente en la producción y creación de infraestructura.
Las regiones norte y centro del país, experimentaron los mayores crecimientos de la producción agrícola por habitante y la menor participación del ejido en el total de la superficie cultivada. La zona norte de la costa del Pacífico, tuvo el menor índice de crecimiento productivo. El ejidatario siempre contó con un financiamiento menor que el propietario privado. La baja en el valor de la producción no necesariamente significó un empeoramiento de la situación del campesino. Por el contrario, el consumo de alimentos aumentó en las zonas rurales sin que lo registrara la economía monetaria.